# Горан Влаовић
Горан Влаовић (7. август 1972, Нова Градишка) је бивши хрватски фудбалер, који је играо на позицији нападача.

## Клупска каријера
Влаовић је сениорску каријеру почео у Осијеку, да би потом прешао у ХАШК Грађански (касније Кроација Загреб). Два пута је био најбољи стрелац Прве лиге Хрватске: у сезони 1992/93. са 23 гола и у сезони 1993/94. са 29 голова. Број голова које је постигао у сезони 1993/94. је био рекордан до сезоне 2006/07, када га је оборио Едуардо да Силва са 34 гола. Након Кроације играо је и у Падови, Валенсији и Панатинаикосу. Са Валенсијом је освојио Куп Шпаније 1998/99, а са Панатинаикосом дуплу круну у Грчкој 2003/04.

## Репрезентативна каријера
За репрезентацију Хрватске дебитовао је 5. јула 1992. против Аустралије. На првој утакмици против Турске, на Европском првенству 1996, је у 73. минуту заменио Алена Бокшића, а у 86. минуту постигао победоносни гол за 1:0, што је био први гол Хрватске на великим такмичењима. На том Европском првенству је одиграо све утакмице, као и на Светском првенству 1998. када је са Хрватском освојио треће место.

## Трофеји

### ХАШК Грађански/Кроација Загреб
- Прва лига Хрватске: 1992/93
- Куп Хрватске: 1993/94

### Валенсија
- Интертото куп: 1998
- Куп Шпаније: 1998/99
- Суперкуп Шпаније: 1999

### Панатинаикос
- Суперлига Грчке: 2003/04
- Куп Грчке: 2003/04

### Индивидуални
- Најбољи стрелац Прве лиге Хрватске: 1992/93, 1993/94